# Comuna Dăeni, Tulcea
Dăeni este o comună în județul Tulcea, Dobrogea, România, formată numai din satul de reședință cu același nume. Pe teritoriul comunei au fost descoperite două tezaure monetare din epoca elenistică.

## Demografie
Componența etnică a comunei Dăeni
     Români (93,45%)
     Alte etnii (6,55%)
Componența confesională a comunei Dăeni
     Ortodocși (92,89%)
     Alte religii (0,23%)
     Necunoscută (6,88%)
Conform recensământului efectuat în 2021, populația comunei Dăeni se ridică la 1.772 de locuitori, în scădere față de recensământul anterior din 2011, când fuseseră înregistrați 2.016 locuitori. Majoritatea locuitorilor sunt români (93,45%). Din punct de vedere confesional, majoritatea locuitorilor sunt ortodocși (92,89%), iar pentru 6,88% nu se cunoaște apartenența confesională.

## Politică și administrație
Comuna Dăeni este administrată de un primar și un consiliu local compus din 11 consilieri. Primarul, Marian-Mihăiță Gherghișan[*], de la Partidul Național Liberal, este în funcție din 2008. Începând cu alegerile locale din 2024, consiliul local are următoarea componență pe partide politice:
|  | Partid                          | Consilieri | Componența Consiliului | Componența Consiliului | Componența Consiliului | Componența Consiliului | Componența Consiliului | Componența Consiliului | Componența Consiliului | Componența Consiliului |
|  | ------------------------------- | ---------- | ---------------------- | ---------------------- | ---------------------- | ---------------------- | ---------------------- | ---------------------- | ---------------------- | ---------------------- |
|  | Partidul Național Liberal       | 8          |                        |                        |                        |                        |                        |                        |                        |                        |
|  | Alianța pentru Unirea Românilor | 2          |                        |                        |                        |                        |                        |                        |                        |                        |
|  | Partidul Social Democrat        | 1          |                        |                        |                        |                        |                        |                        |                        |                        |